# 沙参白粉菌
沙参白粉菌（学名：Erysiphe adenophorae）是属于白粉菌目白粉菌科白粉菌属的一种真菌，寄生在沙参属植物上。该种分布于中国等地。